# Perilampella pulchra
Perilampella pulchra är en stekelart som först beskrevs av Girault 1929.  Perilampella pulchra ingår i släktet Perilampella och familjen puppglanssteklar. Inga underarter finns listade i Catalogue of Life.